# مصرف السلام
مصرف السلام هو عبارة عن شركة مساهمة عامة في السودان الخرطوم.

## التأسيس
تاسس 2004-10-4  في السودان ولاية الخرطوم واصبح من ضمن البنوك المركزية.

### عدد العمال
يحتوي على 146 عامل 

## الفروع
ولاية الخرطوم - الفرع الرئيسي -تقاطع شارع الحرية مع شارع الجمهورية
فندق السلام روتانا -وفرع امدرمان.

### ماكينات الصرف
في ولاية الخرطوم -الخرطوم - الخرطوم بحري - امدرمان.

## الموقع
الخرطوم -تقاطع شارع الحرية.